# Endō Akihiro
Endo Akihiro (sinh ngày 18 tháng 9 năm 1975) là một cầu thủ bóng đá người Nhật Bản.

## Đội tuyển bóng đá quốc gia Nhật Bản
Endo Akihiro được triệu tập vào đội tuyển Nhật Bản tham dự Thế vận hội Mùa hè 1996.